# Cal·libi d'Esparta
Cal·libi d'Esparta (grec antic Kallibios, Καλλίβιος, llatí Callibius) fou el comandant espartà (harmost) de la guarnició lacedemònia que va ocupar Atenes a petició dels Trenta Tirans el 404 aC. Va rebre el comandament per designació expressa del Trenta, amb llibertat d'usar els soldats per feines de repressió.